# Henk de Jong (predikant)
Henk de Jong (Alblasserdam, 8 februari 1932 – Bosch en Duin, 21 maart 2023) was een Nederlands predikant. Hij was van 1959 tot zijn schorsing in 1968 predikant in de Gereformeerde Kerken vrijgemaakt en daarna van 1969 tot aan zijn dood predikant binnen de Nederlands Gereformeerde Kerk.

## Levensloop
De Jong werd geboren in een gereformeerd gezin. In 1944 gingen zijn ouders mee met de Vrijmaking. Aan het begin van de jaren vijftig ging De Jong theologie studeren aan de Theologische Hogeschool in Kampen. Hij studeerde daarnaast in Leiden Semitische talen.
Vanaf 1959 stond De Jong op de kansel van de Gereformeerde Kerk vrijgemaakt in Gees. Drie jaar later accepteerde hij een beroep van de vrijgemaakte gemeente in Wageningen. Bij zijn aantreden in Wageningen zei De Jong dat hij "enige ruimte wilde hebben om zelf de Bijbel te lezen en te kunnen concluderen dat iets misschien beter gezegd kon worden dan in de belijdenis gedaan werd". 
Gedurende de jaren zestig liepen de spanningen binnen de Gereformeerde Kerken vrijgemaakt steeds verder  op. Het conflict draaide rond de vraag hoe strikt men wilde vasthouden aan de Drie Formulieren van Enigheid. De spanningen kwamen tot een kookpunt in 1967, waarbij een deel van de leden de kerk verliet en de Nederlands Gereformeerde Kerken vormde. De Jong werd door de kerkenraad in Wageningen in 1968 gevraagd zijn woorden die hij sprak bij zijn intreden, terug te nemen. Dat weigerde de predikant, waarna hij werd geschorst. De Jong legde zijn ambt vervolgens neer om een verdere scheuring te voorkomen.
De Jong werd vervolgens in 1969 predikant bij de Nederlands Gereformeerde Kerk in Amsterdam-centrum en in 1989 bij de NGK in Zeist. In 1997 ging hij met emeritaat. Naast zijn werkzaamheden als predikant begeleidde De Jong veel theologiestudenten van Nederlands Gereformeerde huize en was jarenlang het gezicht van kerkblad Opbouw. Daarnaast gaf hij een aantal jaar les op een protestantse theologische faculteit in het Franse Vaux-sur-Seine en in Bangui, de hoofdstad van de Centraal-Afrikaanse Republiek. Van zijn hand verschenen meer dan twintig boeken.
Binnen zijn kerkgenootschap viel hij op als vroege bepleiter van de benoeming van vrouwen in het ambt en op meer ruimte voor homoseksuele gelovigen. Volgens hem konden de Bijbelse teksten over homoseksualiteit niet zomaar op gelovige homo's worden geplakt. Ook geloofde De Jong wat betreft Israël niet in een Bijbelse landbelofte.
De Gereformeerde Kerk vrijgemaakt in Wageningen betuigde in 2005 spijt voor haar aandeel in de schorsing. In 2017 ging de De Jong voor in zijn oude gemeente en vierde samen het avondmaal. De Nederlands Gereformeerde Predikantsopleiding stelde in 2014 een Henk de Jong-leerstoel in. In 2018 vestigde de opleiding zich aan de vrijgemaakte Theologische Universiteit in Kampen, waarbij werd besloten de leerstoel vijf jaar voort te zetten. Van diezelfde universiteit ontving De Jong in 2020 een eredoctoraat.

## Publicaties
Een niet-volledig overzicht van publicaties van De Jong:
- De twee messiassen. 31 preken over het boek I Samuël. 1978, Uitgeverij Kok Kampen; ISBN 9789024263240.
- Brood in Bethlehem. Zes preken over het boek Ruth, 1988, Buijten & Schipperheijn; ISBN 9789060640821.
- Deuteronomium I-XVII. De evangelische wet. Deel 1 / Deuteronomium XVIII-XXXIV. De evangelische wet. (2 delen), 1987, Uitgeverij Kok Kampen; ISBN 9789024248223.
- Van oud naar nieuw. de ontwikkelingsgang van het Oude naar het Nieuwe Testament. 2002, Uitgeverij Kok Kampen; ISBN 9789043506076.
- Geloven bij nacht en ontij. De profetie van Habakuk, 2007, Uitgeverij van Wijnen; ISBN 9789051942941.
- Vergeving. De kern van het christelijk geloof, 2012, Uitgeverij van Wijnen; ISBN 9789051943801.
- Een bijbel - twee testamenten, 2013, Uitgeverij van Wijnen; ISBN 9789051944716.
- Efraïm - Gods eerste liefde. Een bijbelstudie, 2016, Uitgeverij van Wijnen; ISBN 9789051945324.
- God is anders, 2022, Uitgeverij van Wijnen; ISBN 9789051946079.